# West Indies Women’s Cricket Team in England in der Saison 2020
Die Tour des West Indies Women's Cricket Teams nach England in der Saison 2020 fand vom 21. bis zum 30. September 2020 statt. Die internationale Cricket-Tour war Bestandteil der Internationalen Cricket-Saison 2020 und umfasste fünf Twenty20s. England gewann die Serie mit 5–0.

## Vorgeschichte
Auf Grund der COVID-19-Pandemie wurden die anderen geplanten Touren der Saison abgesehen, so dass dieses für beide Mannschaften die erste Tour der Saison war. Das letzte Aufeinandertreffen der beiden Mannschaften bei einer Tour fand in der Saison 2019 in England statt.

## Stadion
| Stadion               | Stadt | Kapazität | Spiele      |
| --------------------- | ----- | --------- | ----------- |
| County Cricket Ground | Derby | 9.500     | 1. – 5. T20 |

## Kaderlisten
Die West Indies benannten ihren Kader am 27. August 2020. Sie reisten am 30. August nach England und befanden sich seitdem in Isolation. England benannte seinen Kader am 16. September 2020.
| WTwenty20 | WTwenty20 |
| England | West Indies |
| --- | --- |
| - Heather Knight (K) - Tammy Beaumont - Katherine Brunt - Kate Cross - Freya Davies - Sophia Dunkley - Sophie Ecclestone - Katie George - Sarah Glenn - Amy Jones (wk) - Natalie Sciver - Anya Shrubsole - Mady Villiers - Fran Wilson - Lauren Winfield-Hill - Danni Wyatt | - Stafanie Taylor (K) - Aaliyah Alleyne - Shemaine Campbelle - Britney Cooper - Shamilia Connell - Deandra Dottin - Afy Fletcher - Cherry-Ann Fraser - Shabika Gajnabi - Sheneta Grimmond - Chinelle Henry - Lee-Ann Kirby - Hayley Matthews - Natasha McLean - Chedean Nation - Karishma Ramharack - Kaysia Schultz - Shakera Selman |

## Women’s Twenty20 Internationals

### Erstes WTwenty20 in Derby
| 21. September Scorecard | Derby | England 163-8 (20)          | – | West Indies 116-6 (20) |
|                         |       | England gewinnt mit 47 Runs |   |                        |

England gewann den Münzwurf und entschied sich am Schlag zu beginnen. Dort konnte Tammy Beaumont mit 62 Runs erzielen, unter anderem in Partnerschaft mit Kapitänin Heather Knight, die 25 Runs erzielte. Als Beaumont beim Stand von 136/4 nach 15.5 Overn ihr Wicket verlor, konnte Amy Jones mit ihren 24 Runs das Ziel für die West Indies nach oben schrauben. Die verbliebenen Batsman waren nicht in der Lage einen größeren Beitrag zu leisten. Beste Bowlerin der West Indies war Shakera Selman mit 3 Wickets für 26 Runs. In ihrer Antwort konnte für die West Indies die Eröffnungs-Schlagfrau Deandra Dottin sich etablieren und mit 69 Runs ein Fifty erzielen. Jedoch gelang es keiner Mitspielerin eine zweistellige Runzahl zu erhalten und so lag die Run Rate deutlich niedriger als die der Engländerinnen. Dies führte dazu, dass sie nach 20 Overn 47 Runs zu wenig erzielt hatten um die Engländerinnen zu schlagen. Die besten Bowlerinnen der Engländerinnen waren Natalie Sciver mit 2 Wickets für 16 Runs und Sophie Ecclestone mit 2 Wickets für 19 Runs. Als beste Spielerin des Spiels wurde Tammy Beaumont ausgezeichnet.

### Zweites WTwenty20 in Derby
| 23. September Scorecard | Derby | England 151-8 (20)          | – | West Indies 104-8 (20) |
|                         |       | England gewinnt mit 47 Runs |   |                        |

Die West Indies gewannen den Münzwurf und entschieden sich als Feldmannschaft zu beginnen. England konnte zunächst mit Tammy Beaumont (21 Runs) einen guten Start erspielen. Amy Jones (25 Runs) und Kapitänin Heather Knight (17 Runs) konnten weiter erhöhen, jedoch wurden mehrere Wickets verloren. Beim Stand von 96/6 nach 14.1 Overn drohte England ein erreichbares Ziel zu hinterlassen, jedoch konnte die Partnerschaft zwischen Katherine Brunt (18 Runs) und Sarah Glenn (26 Runs) noch einmal deutlich an Runs hinzufügen. Beste west-indische Bowlerinnen waren Stafanie Taylor mit zwei Wickets und 12 Runs und Shakera Selman mit zwei Wickets und 32 Runs. Die West Indies konnten durch Deandra Dottin mit 38 Runs und Stafanie Taylor mit 28 Runs zunächst einen guten Start erreichen. Jedoch verloren sie anschließend immer wieder ihre Wickets und keine weitere Spielerin konnte eine zweistellige Run-Zahl erzielen. So verloren sie das spiel mit einem Rückstand von 47 Runs. Drei Bowlerinnen der Engländerinnen konnten 2 Wickets erzielen: Mady Villiers (für 10 Runs) Sophie Ecclestone (für 19 Runs) und Sarah Glenn (für 24 Runs). Als beste Spielerin des Spiels wurde Sarah Glenn ausgezeichnet.

### Drittes WTwenty20 in Derby
| 26. September Scorecard | Derby | England 154-6 (20)          | – | West Indies 134-5 (20) |
|                         |       | England gewinnt mit 20 Runs |   |                        |

Es war das erste Frauen-Cricket-Spiel, das seit dem Finale des Women’s Cricket World Cup 1993 bei der BBC in England ausgestrahlt wurde. England gewann den Münzwurf und entschied sich am Schlag zu beginnen. Ihre beiden Eröffnungs-Schlagfrauen verloren sie im dritten Over, bevor Natalie Sciver und Kapitänin Heather Knight ins Spiel kamen. Zusammen konnten sie 59 Runs erzielen, bevor Knight nach 29 Runs ausschied. Sciver verblieb im Spiel, aber einzig Fran Wilson konnte mit 16 Runs noch eine zweistellige Runzahl hinzufügen. Sciver schied im letzten Over nach 82 erzielten Runs aus und brachte so England zu 154 Runs nach 20 Overn. Die besten west-indischen Bowlerinnen waren Shamilia Connell mit 2 Wickets für 13 Runs und Deandra Dottin mit 2 Wickets für 29 Runs. Für die West Indies konnte sich Eröffnungs-Schlagfrau Deandra Dottin etablieren, die bis zu ihrem Ausscheiden im 17. Over 63 Runs erzielte. Unterstützung fand sie zwischenzeitlich bei Hayley Matthews, die 21 Runs erzielte. Jedoch war die Run Rate nicht hoch genug, um an die Vorgabe der Engländerinnen heranzukommen und so fehlten am Ende 20 Runs für den Sieg. Beste englische Bowlerinnen waren Sarah Glenn mit 2 Wickets für 18 Runs und Katherine Brunt mit 2 Wickets für 29 Runs. Als Spielerin des Spiels wurde Natalie Sciver ausgezeichnet.

### Viertes WTwenty20 in Derby
| 28. September Scorecard | Derby | England 166-6 (20)          | – | West Indies 122-9 (20) |
|                         |       | England gewinnt mit 44 Runs |   |                        |

England gewann den Münzwurf und entschied sich am Schlag zu beginnen. Für die englische Mannschaft konnte zunächst Tammy Beaumont 27 Runs erzielen. Als sie im neunten Over ihr Wicket verlor, war es die Partnerschaft zwischen Heather Knight (42 Runs) und Amy Jones (55 Runs), die einen Vorteil für das englische Team erspielen konnte. Als Knight ausgeschieden war, konnte Katherine Brunt noch 25 Runs hinzufügen und so England zu 166 Runs nach 20 Overn führen. Beste Bowlerin für die West Indies war Aaliyah Alleyne mit 2 Wickets für 25 Runs. Bei ihrer Antwort verloren die West Indies früh ihre Eröffnungs-Schlagfrauen. Einzig das Partnership zwischen Chedean Nation (30 Runs) und Aaliyah Alleyne (15 Runs) gelang es sich für mehrere Over zu etablieren, was jedoch nicht ausreichte um das vorgegebene Ziel der Engländerinnen zu erreichen. Beste englische Bowlerinnen waren Sarah Glenn mit 2 Wickets für 15 Runs und Katherine Brunt mit 2 Wickets für 21 Runs. Als Spielerin des Spiels wurde Amy Jones ausgezeichnet.

### Fünftes WTwenty20 in Derby
| 30. September Scorecard | Derby | West Indies 41-3 (5/5)        | – | England 42-7 (4.3/5) |
|                         |       | England gewinnt mit 3 Wickets |   |                      |

Schwere Regenfälle verschoben den Start des Spiels um zweieinhalb Stunden und reduzierten die Over auf 5 pro Innings. England gewann den Münzwurf und entschied sich als Feldmannschaft zu beginnen. Die West Indies konnten durch Deandra Dottin als Eröffnungs-Schlagfrau 11 Runs erzielen, bevor Stefanie Taylor mit 15* Runs und Natasha McLean mit 14* Runs die West Indies zum Stand von 41/3 nach 5 Overn führten. Die drei Wickets der Engländerinnen wurden durch drei Bowlerinnen erzielt. Für England konnte keine der Spielerinnen mehr als 10 Runs erzielen, da sie zahlreiche Wickets in kurzer Zeit verloren. Beste Schlagfrau war Tammy Beaumont mit 9 Runs. Die beste Bowlerin der West Indies war Shamilia Connell mit 3 Wickets für 14 Runs, die auch als Spielerin des Spiels ausgezeichnet wurde.

## Statistiken
Die folgenden Cricketstatistiken wurden bei dieser Tour erzielt.
| Tests             | Tests       | Tests   | Tests   | Tests   | Tests   | Tests   | Tests   | Tests   |
| Batting           | Batting     | Batting | Batting | Batting | Batting | Batting | Batting | Batting |
| Spieler           | Mannschaft  | Spiele  | Innings | Runs    | Average | HS      | 100s    | 50s     |
| ----------------- | ----------- | ------- | ------- | ------- | ------- | ------- | ------- | ------- |
| Deandra Dottin    | West Indies | 5       | 5       | 185     | 37,00   | 69      | 0       | 2       |
| Tammy Beaumont    | England     | 5       | 5       | 120     | 24,00   | 62      | 0       | 1       |
| Heather Knight    | England     | 5       | 5       | 117     | 23,40   | 42      | 0       | 0       |
| Natalie Sciver    | England     | 5       | 5       | 110     | 22,00   | 82      | 0       | 1       |
| Amy Jones         | England     | 5       | 5       | 108     | 21,60   | 55      | 0       | 1       |
| Bowling           |             |         |         |         |         |         |         |         |
| Spieler           | Mannschaft  | Spiele  | Overs   | Wickets | Average | BBI     | 5W      | 10W     |
| Sarah Glenn       | England     | 5       | 15.0    | 7       | 12,00   | 2/15    | 0       | 0       |
| Shamilia Connell  | West Indies | 5       | 16.0    | 7       | 19,28   | 3/14    | 0       | 0       |
| Katherine Brunt   | England     | 5       | 17.0    | 6       | 13,33   | 2/21    | 0       | 0       |
| Shakera Selman    | West Indies | 4       | 10.3    | 6       | 14,66   | 3/26    | 0       | 0       |
| Sophie Ecclestone | England     | 5       | 18.0    | 6       | 16,16   | 2/19    | 0       | 0       |

## Auszeichnungen

### Player of the Series
Als Player of the Series wurde die folgende Spielerin ausgezeichnet.
| Serie | Player of the Series |
| ----- | -------------------- |
| WT20  | Sarah Glenn          |

### Player of the Match
Als Player of the Match wurden die folgenden Spielerinnen ausgezeichnet.
| Spiel   | Player of the Match |
| ------- | ------------------- |
| 1. WT20 | Tammy Beaumont      |
| 2. WT20 | Sarah Glenn         |
| 3. WT20 | Natalie Sciver      |
| 4. WT20 | Amy Jones           |
| 5. WT20 | Shamilia Connell    |